# Rose Valley, Saskatchewan
Rose Valley är en ort i Kanada.   Den ligger i provinsen Saskatchewan, i den sydöstra delen av landet, 2 200 km väster om huvudstaden Ottawa. Rose Valley ligger 548 meter över havet och antalet invånare är 296. Den ligger vid sjön George Williams Lake.
Terrängen runt Rose Valley är mycket platt. Trakten runt Rose Valley är nära nog obefolkad, med mindre än två invånare per kvadratkilometer.. Det finns inga andra samhällen i närheten. 
Trakten runt Rose Valley består till största delen av jordbruksmark.